# Laurent Robuschi
Laurent Robuschi (født 5. oktober 1935 i Nice, Frankrig) er en tidligere fransk fodboldspiller, der spillede som angriber. Han var på klubplan tilknyttet AS Monaco, AS Cannes, Girondins Bordeaux og Olympique Marseille. Han blev desuden noteret for fem for Frankrigs landshold, og deltog ved VM i 1966 i England.